# École régionale supérieure d'expression plastique
L'École régionale supérieure d'expression plastique de Tourcoing est l'une des quatre écoles supérieures d'art qui forment (avec les écoles de Cambrai, Dunkerque et Valenciennes) l'École supérieure d'art du Nord-Pas-de-Calais. En septembre 2011, l'ERSEP a fusionné avec l'Ecole Régionale des Beaux-arts de Dunkerque (ERBA) pour former l'École supérieure d'art du Nord-Pas de Calais / Dunkerque-Tourcoing.
C'est une institution publique d'enseignement supérieur habilitée par le Ministère de la Culture à préparer le Diplôme National Supérieur d'Expression Plastique (DNSEP) option art.
Elle partage avec le Département Arts Plastiques de l'Université Lille 3 plus de 7 800 m2 de locaux destinés à l'enseignement supérieur en Art : le Pôle Arts Plastiques de Tourcoing.

## Historique de l’ERSEP

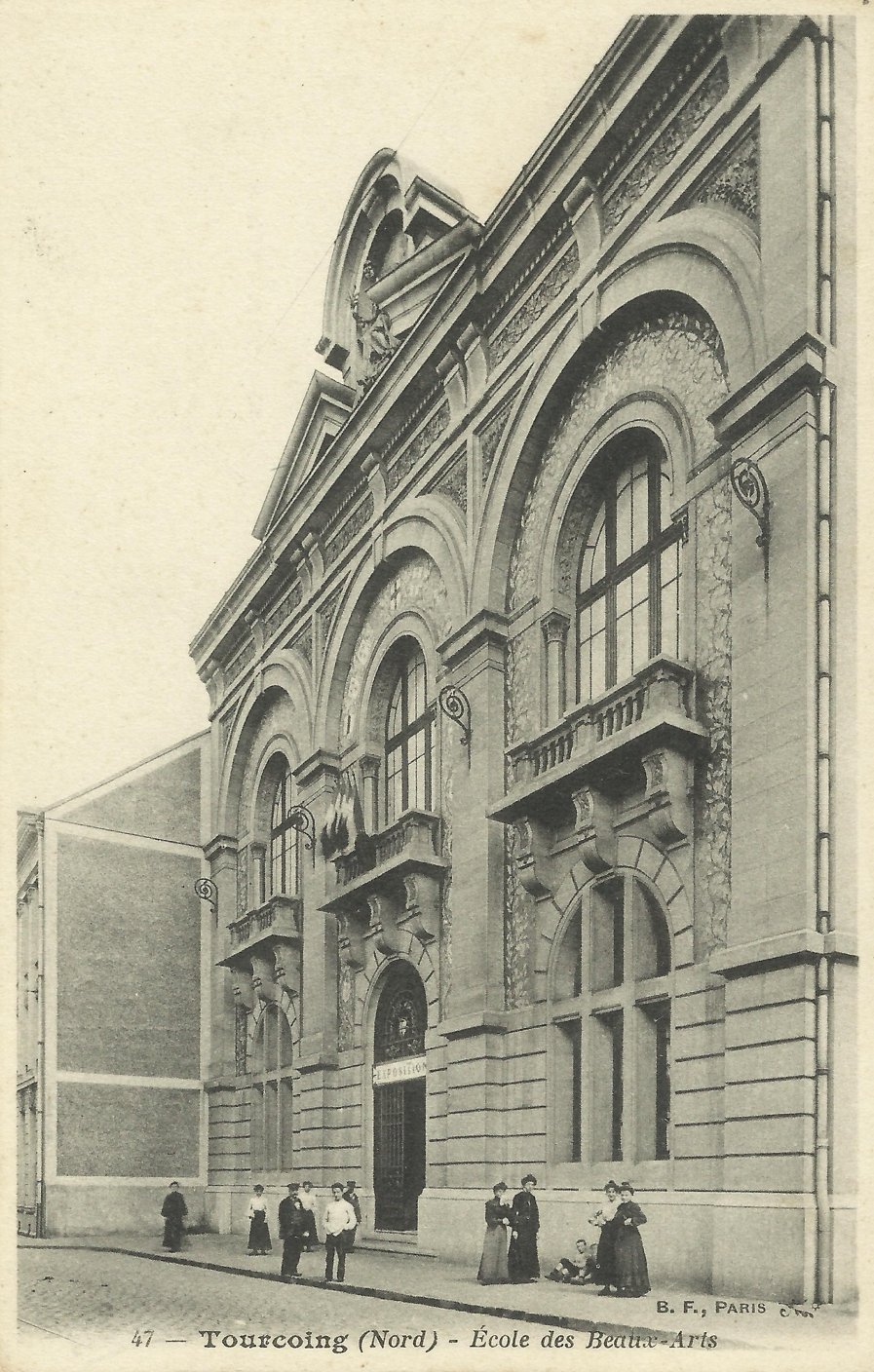
Photo de la façade de l'ancienne école des Beaux-Arts de Tourcoing (début du XXème)

Dès 1836, la ville de Tourcoing décide la création d’une école académique de dessin à laquelle s’adjoint en août 1843 l’école gratuite d’architecture. Devant le succès rencontré par ces deux écoles, le Conseil Municipal de Tourcoing achète un terrain en 1894 pour y construire l’École des beaux-arts, sur les plans de Louis Leroux et d'E. Marquette, rue de Gand, dont l’inauguration s’effectue le 27 mars 1904. Cet édifice d'un style éclectique propre à l'architecture dite Beaux-Arts, comprend une façade construite en pierre, décorée d'ornements polychromes en mosaïques, et divisée en trois travées marquées par trois arcatures au-sein desquelles s'inscrivent six autres arcades (formant l'entrée et les baies des deux étages de l'édifice). A noter la présence peu commune de colonnettes en granite rosé sur lesquelles retombent les arcs des baies du premier étage ; au dessus de l'arc central de ce même niveau se répartissent 9 blasons représentant les communes de Linselles, Halluin, Roncq, Bousbecque, Tourcoing, Marcq en Baroeul, Mouvaux, Bondues, et Neuville-en-Ferrain. Sommant la façade, un bronze d'Henri Gauquié exposé dans la niche surmontant un fronton brisé symbolise la ville de Tourcoing couronnant les Arts. Les mosaïques de grès flammé à fond d'or décorant la façade ont été réalisées par la manufacture Joost Thooft & Labouchere, installée aux Pays-Bas, qui jouissait alors d'une grande renommée. De plus, chaque pilastre composant les arcatures est orné d'un fer d'ancrage abritant un T (celui de Tourcoing) au sein d'une spirale.   
En 1994, l’école se trouve à l’étroit dans ses murs et surtout enclavée dans le lycée technique Colbert. La municipalité décide donc de transférer l’établissement sur un autre site permettant d’accueillir le Département Arts Plastiques de l’Université Lille III sous le même toit. Le transfert est effectué sur un site industriel en plein centre ville (une ancienne filature, une ancienne brasserie, une ancienne clinique) sur une emprise foncière de 11 000 m2 développant 7800 m2 dévolus aux enseignements.
Le Pôle Arts Plastiques de Tourcoing est une expérience unique en France avec l’intégration en octobre 1999 du Département Arts Plastiques de l’UFR « Arts et culture » de l’Université Lille 3 dans l’enceinte de l’ERSEP. Une ancienne filature, une ancienne brasserie et une ancienne clinique assurent l’assise de ce Pôle, en plein centre ville. Ce voisinage instaure des passerelles entre les cursus, des échanges culturels très fructueux, une porosité bénéfique entre les structures, ainsi qu’une forte émulation intellectuelle et artistique. Le Pôle Arts Plastiques représente un lieu ressources très important avec plus de 1000 m2 sont consacrés aux espaces communs : cafétéria, amphithéâtre, bibliothèque, salle d’expositions.

## Environnement territorial de l’ERSEP
La ville de Tourcoing bénéficie de son ancrage dans l'agglomération Lille-Roubaix-Tourcoing et l'Eurométropole Lille-Kortrijk-Tournai. Tourcoing est une ville frontalière, des trains quotidiens la relient à Courtrai (30 min), Gand (40 min), Bruxelles et Anvers(1 h 15) elle est à 220 km de Rotterdam, 320 km de Cologne ou Düsseldorf.
La ville de Tourcoing a fait un choix clair en direction du développement culturel, avec de nombreuses structures en musique (le grand mix, l'atelier lyrique, le conservatoire...), spectacle vivant (théâtre du nord, théâtre municipal, La Virgule...) et arts visuels (musée des beaux-arts Eugène Leroy, Le Fresnoy, la galerie Chatilliez...) et sa maison folie, l'hospice d'Havré.
Cette configuration territoriale est extrêmement favorable pour les étudiants et permet d'envisager des partenariats nombreux, riches et stimulants.

## Projet pédagogique de l’ERSEP
Depuis 1999 l'ERSEP et le Département Arts Plastiques de l'Université Lille 3, regroupés sur une même lieu, constituent le Pôle Arts Plastiques pour les enseignements supérieurs. Il dispose de 25 ateliers, de deux galeries et d'une bibliothèque spécialisée comptant de plus de 34 000 ouvrages destinés à l’enseignement des arts plastiques. Les enseignements résolument pluridisciplinaires s'articulent autour d'axes fédérateurs : 
- Pratiques plastiques et arts vivants;
- Art et écritures;

Les nombreux ateliers permettent de parcourir et d'approfondir l'ensemble des beaux-arts "traditionnels" comme les moyens de la création la plus contemporaine;